# Archipiélago de Calbuco
El archipiélago de Calbuco es un conjunto de islas del sur de Chile que se ubica en la Región de Los Lagos. Tiene un área de 172,9 km² y más de 16 000 habitantes. Está compuesto por doce a dieciséis islas: Huar, Puluqui, Calbuco, Chidhuapi, Tabón, Mallelhue, Lin, Quenu, Quihua, Abtao, Chaullín, Kaikué-Lagartija, Tautil y Queullín, todas pertenecientes a la comuna de Calbuco. El archipiélago se encuentra al sur de Puerto Montt y separa al seno de Reloncaví del golfo de Ancud.

## Descripción
Se caracteriza por sus canales, naturaleza, volcanes y un patrimonio histórico cultural representado por sus iglesias, capillas, fiestas religiosas, leyendas y mitología.
En la isla Huapi Abtao se encuentra el Monumento Nacional al Combate naval de Abtao. Es el lugar donde combatieron, en el año 1866, las fuerzas aliadas chileno-peruanas contra la escuadra española durante la Guerra hispano-sudamericana.

## Demografía
La comuna cuenta con una población de 33 985 habitantes —según el censo de 2017—, de las cuales el 47,7 % vive en una de las catorce islas.
| Isla                    | Área (km²) | Habitantes (2017) | Densidad | Locación                         |
| ----------------------- | ---------- | ----------------- | -------- | -------------------------------- |
| Puluqui                 | 71,5       | 2566              | 35,9     | Seno de Reloncaví/Golfo de Ancud |
| Kaikué-Lagartija        | 0,0075     | 0                 | 0        | Golfo de Ancud                   |
| Tabón + Mallelhue + Lin | 8,1        | 374               | 46,2     | Golfo de Ancud                   |
| Queullín                | 7,4        | 157               | 21,2     | Seno de Reloncaví/Golfo de Ancud |
| Chaullín o Helvecia     | 0,2        | 55                | 275      | Canal Calbuco                    |
| Huar o Guar             | 39,6       | 1021              | 25,8     | Seno de Reloncaví                |
| Abtao o Huapi Abtao     | 2,3        | 268               | 116,5    | Golfo de Ancud                   |
| Chidhuapi               | 4,7        | 316               | 67,2     | Golfo de Ancud                   |
| Quenu                   | 2,9        | 124               | 42,8     | Golfo de Ancud                   |
| Quihua                  | 29,5       | 1784              | 60,5     | Golfo de Ancud                   |
| Tautil                  | 0,4        | 25                | 62,5     | Seno de Reloncaví                |
| Calbuco                 | 6,3        | 9528              | 1512,3   | Golfo de Ancud                   |
| Total                   | 172,9      | 16 218            | 93,8     |                                  |